# Узбекская кухня
Узбе́кская ку́хня (узб. Oʻzbek taomlari / Ўзбек таомлари) — национальная кухня Узбекистана. Богатая кухня, имеет глубокую историю, тесно связана с узбекской культурой, языком и традициями. Значительное влияние на разнообразие и своеобразие рецептов оказало то, что в отличие от географических соседей узбекам исторически был свойственен как оседлый образ жизни, так и кочевой. В то же время сохранились кулинарные традиции и культура предков, также взаимосвязи с соседними народами оказали глубокое влияние на разнообразие и богатство блюд. Происхождение многих из них имеет глубокие корни и сохранили традиционный вид. Они популярны во всем мире, такие как плов, лагман, манты и другие. В Узбекистане есть свои особенности приготовления этих блюд, а также свои совершенно оригинальные кушанья.
Сложившиеся замечательные традиции узбекская кухня имеет в приготовлении всех видов блюд: основных мясных блюд, супов, хлебобулочных и кондитерских изделий, салатов и напитков.
Для основных мясных блюд характерно приготовление жареной, высококалорийной пищи, широкое использование хлопкового масла, курдючного сала, масла, специй и зелени.
Мужчин-профессиональных поваров зовут «ошпаз» (узб. Oshpaz / Ошпаз). В широком смысле ошпаз вообще повар, но обычно в узбекском языке под этим термином понимают именно специалиста по приготовлению плова.

## История
Узбекская кухня возникла как результат совместного существования и смешения нескольких культур, многолетнее развитие в районе ферганского, ташкентского и самаркандского оазиса — важного торгового перекрёстка для всей Азии. Особое влияние оказало, столь характерное для Узбекистана, смешение персидской и тюркской культуры имевшее место в X—XII веках. Отсюда прослеживается характерная общность узбекской и таджикской кухни. В то же время наблюдается серьёзное отличие от кухни ближайших географических соседей кочевых народов казахов, каракалпаков и туркменов.
После присоединения Средней Азии к России в XIX веке в кухне узбекского народа наблюдался подъём в развитии кулинарии. Стали культивироваться такие овощи как картофель, помидоры, капуста, редис и т д. Это способствовало обогащению кухни новыми блюдами.
Тем не менее, многие рецепты имеют многовековую историю, упоминаются в трудах Авиценны и других известных учёных и деятелей Средневековья.
В узбекской национальной кухне существуют заметные различия между регионами. На севере основными блюдами считаются плов, кушанья из теста. В южной части страны предпочтение отдают многокомпонентным блюдам из овощей и риса. В Ферганской долине готовят более тёмный и жареный плов, в Ташкенте более светлый.

## Особенности
Узбекская кухня в значительной мере выросла на азиатских традициях и рецептах, но имеет и свою специфику.
Наиболее популярный мясной ингредиент — баранина, однако широко используется говядина и конина. Основные мясные блюда готовят обычно с большим отпуском продукта. Так, например, классический рецепт плова составляет пропорцию на 1 часть мяса — 1 часть риса. Обильно используется масло, при этом весьма популярно хлопковое масло, которое принято перед использованием перекаливать. Классические кушанья не принято готовить очень острыми или пряными, но широко используются зелень и специи, такие как зира (кумин), тмин, барбарис, кориандр, кунжут, укроп и базилик (райхон). Часто в качестве компонента салатов используется особые кисломолочные продукты — катык и сузма.
Специфическим является использование в супах (шурпа) круп — маша (разновидность фасоли), джугары (сорго), риса, кукурузы. Мясные блюда практически всегда готовятся с луком, причём его закладка в пропорции к мясу значительно больше, чем в европейской кухне. При приготовлении фарша к пельменям обычный рецепт две или три части лука к одной части мяса.
Одно из наиболее популярных и известных блюд — плов. Для узбекской и таджикской кухни характерно совместное приготовление мяса и зерна (чаще всего это рис). В противоположность, например, азербайджанской кухне, где мясо и зерно готовят раздельно. Вообще овощи и зерновые культуры в качестве самостоятельного блюда или гарнира практически не используются, они входят как ингредиенты в основные блюда. Рыба и жирная домашняя птица непопулярны в узбекской кухне, в связи с географическим расположением. Ограниченно используются яйца. Редко используются грибы.
Кондитерские и хлебобулочные изделия также весьма разнообразны. Основное и одно из наиболее популярных хлебобулочных изделий — узбекские лепёшки (узб. non) — подразделяются на две основные категории:
- оби-нон (узб. obi-non) — на дрожжевом тесте и воде.
- патыр-нон (узб. patir-non) — на сдобном или слоёном тесте с добавлением масла или жира[12].

Многие блюда имеют сложную рецептуру, готовятся вручную, что требует многолетнего навыка и кулинарного искусства. Особое профессиональное умение требуется при приготовлении большого плова на десятки и сотни килограммов риса. Манты, пельмени (чучвара) лепятся руками, сумаляк готовится на медленном огне более 10 часов. При этом подготовительная стадия по проращиванию пшеницы может занимать несколько дней.
В настоящее время для приготовления блюд в узбекской кухне широко используются современные газовые и электрические плиты, кухонная утварь и приборы. Однако до сих пор популярны и традиционные способы методы готовки. Обязательный элемент кухонной посуды — это казан (обычно нескольких видов и размеров). Тандыр — глиняную печь повсеместно можно встретить в Узбекистане и она практически обязательный элемент, в особенности, сельской кухни.
Традиционный вид посуды, на которую сервируют плов и многие другие блюда — ляган, большая плоская тарелка или блюдо. В современной трапезе на узбекской кухне редко используют вилки — если плов не едят руками, то его принято есть ложкой. Другая посуда используемая на узбекской кухне: коса (глубокая миска), пиала (чашка обычно для чая).

## Традиции и этикет
В соответствии с исламскими традициями, в узбекской кухне придерживаются определённых ограничений, различая пищу «харом» (узб. ҳаром) и «халол» (узб. ҳалол). Запрещённой считается свинина в любом виде. Существенные ограничения на порядок и время приёма пищи возникают во время священного месяца Рамадан и связанного с ним поста.
Многие блюда имеют свои связанные с ними традиции, уходящие корнями в древность. Они связаны в значительной степени с сакральным отношением к еде и продуктам как к одушевлённым существам, к которым необходимо относиться с должным уважением.
Особо почтительное отношение у узбеков к хлебу, многие традиции тесно связаны с хлебом и закваской для теста. На стол лепёшку обязательно кладут «лицом» вверх. В застольях в Узбекистане обычно фигурирует только чётное количество лепёшек (нечётное число для траурных мероприятий). Переломить лепёшку (это делает обычно старший или же младший член семьи, но с разрешения) считается знаком к началу трапезы. Вообще начинать трапезу до того, как старший в семье или старший за столом первым попробует блюдо, считается невежеством.
Традиционно узбекскую свадьбу (также поминки по усопшему и другие мероприятия) сопровождает приготовление плова. Он готовится, как правило, ещё с ночи и подаётся на стол рано утром. Обычно в таких случаях используется рецепт «праздничного плова» (узб. тўй оши) — с нутом, изюмом и разнообразными специями. Это один из наиболее известных обычаев, который и в современном Узбекистане играет важное значение во взаимоотношениях людей. И по сей день плов принято есть руками, хотя это требует некоторого навыка.
Давние традиции связаны с приготовлением ритуального блюда сумаляк из проросшей пшеницы. Его полагается варить ранней весной перед посевными работами. Часто его готовят в больших казанах на улицах во время праздника Навруз. Это кушанье, которому трудно найти аналог в кухнях других народов, по виду напоминает повидло и считается очень полезным для желудочно-кишечного тракта и укрепления иммунитета.
Есть своеобразные традиции, связанные с исходной подготовкой пищевых ингредиентов. Так при чистке лука полагается срезать проросший конец луковицы как следует (примерно на четверть луковицы) — чтобы началась белая мякоть. При приготовлении плова в Узбекистане используется только жёлтая морковь, причём наиболее качественной считается морковь сорта, который в Узбекистане называют «мушак».
В узбекских семьях характерно то, что приготовление пищи на бытовом уровне считается мужским занятием, и мужчины часто берут на себя в семье кулинарные обязанности. Приготовление большого плова в казане на сто и более килограммов риса — прерогатива только мужчин.

## Список основных блюд

### Основные блюда и супы
- Плов — тушёный рис с мясом и с морковью, иногда с чесноком, яйцами и острым перцем.
- Басма — тушёное мясо с луком и другими овощами. Готовится в казане, накрытым сверху чашей и под прессом.
- Гумма — пирожки с потрошками (ливером), жареные на хлопковом масле
- Димляма — тушёное мясо с луком и другими овощами
- Долма — голубцы, фарш заворачивают в молодые листья винограда.
- Калла-поча — отварная баранья голова и ножки.
- Кебаб — шашлык
- Казан-кабоб (узб. Қозон кабоб, Qozon kabob)Козон-кабоб (казан кебаб) — мясное блюдо.
- Пирожок — блюдо с жаренным мясом и картошкой.
- Ковурдок — жареное мясо с овощным гарниром.
- Катыкли — суп на основе катыка (кислое молоко), иногда в бульон добавляют кислое молоко (например, в рисовый суп)
- Лагман — лапша по узбекски.
- Манты — лепят как крупные пельмени, готовят на пару в мантышнице.
- Майда манты — манты мелкие с картошкой.
- Ханум — паровой рулет теста с мясной или с картофельной начинкой с луком и тыквой готовящееся на пару в мантышнице.
- Ютанза (ётанза) — паровые пампушки.
- Мастава — рисовый суп.
- Мошкичири — рисовая каша с машем (бобы мунг)
- Мошхурда — рисовый суп с машем (бобы мунг)
- Нарын — нарезанное тонкой лапшой отварное тесто с мелко нарезанным мясом (баранина или конина)
- Нохат шурак — блюдо из баранины с горохом нут
- Самса — пирожки характерной трех- или четырёхугольной формы (мясные, куриные, из тыквы, картошки, зелени (кук-самса)), готовятся в тандыре или в духовке.
- Тухум барак — вареники с начинкой из яиц
- Угра (лапша)
- Чалоп — холодный суп на основе катыка
- Чучвара — узбекские пельмени.
- Шавла — блюдо, родственное плову, практически с тем же набором продуктов (рис, мясо (или потроха), морковь), приготовляемое на хлопковом масле.
- Шурпа — картофельный суп с мясом, слово повсеместно используется просто в значении суп.
- Яхна-гушт — холодное мясное блюдо подается с горячим бульоном отдельно.
- Аччик гушт — острое мясо.

### Салаты и холодные закуски
- Аччик-чучук (ачичук) — салат из помидоров, огурцов, лука и острого перца (аччиқ — «горький»)
- Шакароб — салат из помидоров, лука и чёрного перца, заправленный маслом. Подаётся обычно к плову.
- Постдумба — кушанье из курдючного сала
- Хасип — отварная колбаса из мясного фарша с рисом.
- Казы[17] — колбаса из конины

### Хлебобулочные изделия
- Бугирсок — колобки
- Катлама — лепёшки из слоёного теста
- Лочира — лепёшки из сдобного теста
- Оби-нон — лепёшки на воде
- Патыр — лепёшки на масле или жире
- Талкон — толокно
- Урама — хворост
- Юпка — лепёшки из очень тонко раскатанного слоёного теста
- Чап-чак — тонкая лепешка готовится на тандыре, популярна в Самарканде

### Кондитерские изделия
- Нишолда — сладость, напоминающая густое варенье белого цвета. Подаётся во время Рамадана.
- Нават — узбекский сахар (цвет от белого до коричневого), состоит из фруктозы и глюкозы. Оказывает лечебное действие при: диарее, обезвоживании, депрессии, пониженном давлении, расстройствах пищеварения и т. д.
- Парварда — леденцовая карамель
- Халвайтар — жидкая мучная халва

### Кисломолочные изделия
- Катык — кисломолочный напиток из кипячённого молока.
- Сузьма — кислая творожная масса после сцеживания катыка.
- Курт — высушенные шарики из сузьмы с добавлением соли и перца.
- Айран — разведённая в кипячённой холодной воде сузьма с добавлением кубиков льда и яблок.

### Напитки
Пьют чай и напитки на основе молока. Также, несмотря на ограничения, накладываемые исламом, в Узбекистане производится несколько наименований коньяков и бренди.

## Ресторанный бизнес
Кухня пользуется широкой известностью за пределами страны. Рестораны узбекской кухни есть во многих крупнейших городах СНГ, в кулинарных столицах мира: в Нью-Йорке и Париже. По данным сайта «Ресторанный рейтинг» узбекская кухня входит в число наиболее популярных в Москве (2010 год), по состоянию на 2005 год в столице России насчитывалось около 50 ресторанов узбекской кухни.
По мнению главного редактора журнала «Ресторанный бизнес» Марии Тимирбаевой, особенность узбекской кухни в том, что это кухня домашняя, она плохо приспособлена к ресторанной специфике: предварительной заготовке и последующей быстрой подаче на стол. С другой стороны, её положительные особенности — относительная дешевизна ингредиентов, хотя в элитных ресторанах принято заказывать и доставлять оригинальные продукты и специи из Узбекистана.

## Популярность и признание
Многие известные люди отзываются о том, что для них узбекская кухня самая любимая. Сергей Никитин посвятил одну из своих песен восточной кухне и считается мастером приготовления плова. Иосиф Кобзон, Сергей Лебедев, Николай Басков отзывались об узбекской кухне и плове в частности, как о самых любимых.
В фильме «Насреддин в Бухаре» можно увидеть традиционную узбекскую трапезу и дастархан с пловом. Также во время эпизода в начале фильма, когда Насреддин идёт по базару уличного кондитера, который взбивает нишолда — кондитерское блюдо, взбитые в пену яичные белки и сахар.